# Coquainvilliers
Coquainvilliers é uma comuna francesa na região administrativa da Normandia, no departamento Calvados. Estende-se por uma área de 11,87 km². Em 2010 a comuna tinha 869 habitantes (densidade: 73,2 hab./km²).